# Brachygobius sabanus
Brachygobius sabanus är en fiskart som beskrevs av Inger, 1958. Brachygobius sabanus ingår i släktet Brachygobius och familjen smörbultsfiskar. IUCN kategoriserar arten globalt som otillräckligt studerad. Inga underarter finns listade.